# Metamulciber lineatus
Metamulciber lineatus là một loài bọ cánh cứng trong họ Cerambycidae.